# Monomorium wheelerorum
Monomorium wheelerorum är en myrart som beskrevs av Dubois 1986. Monomorium wheelerorum ingår i släktet Monomorium och familjen myror. Inga underarter finns listade i Catalogue of Life.